# سیمون واگنوتسی
 سیمون واگنوتسی (انگلیسی: Simone Vagnozzi؛ زادهٔ ۳۰ مهٔ ۱۹۸۳) یک تنیس‌باز اهل ایتالیا است. 